# Salaca
Salaca (dawniej Salis) – rzeka w Rezerwacie Biosfery Północnej Liwonii, w północnej części Łotwy. Płynie z jeziora Burtnieks na zachód, gdzie w Salacgrīvie wpływa do Zatoki Ryskiej.

## Wymiary
- różnica wysokości: 42 m (0,44 m/km)
- przeciętna ilość wody w obrębie ujścia: 31,3 m³/s
- maksymalna ilość wody w obrębie ujścia: 184 m³/s
- minimalna ilość wody w obrębie ujścia: 4,4 m³/s

## Miasta
Nad rzeką leżą dwa miasta, tj: Salacgrīva i Mazsalaca. Nazwa zarówno pierwszego, jak i drugiego pochodzi od rzeki.